# Javi Galán
Pour les articles homonymes, voir Galán.
Javi Galán Gil, né le 19 novembre 1994 à Badajoz (Espagne), est un footballeur espagnol qui évolue au poste d'arrière gauche à l'Atlético de Madrid.

## Biographie
Galán accomplit son parcours junior à CD San Roque, CP Don Bosco puis au CP Flecha Negra. Il rejoint le CD Badajoz en 2013, club de sa ville natale.
Galán fait ses débuts le 15 septembre 2013 face au CD Solana en Regional Preferente de Extremadura, cinquième division espagnole qui se joue en Estrémadure. Rapidement titulaire, Galán dispute trente-deux matchs de championnat et marque deux buts. Le club monte en Tercera División à l'issue de la saison.
Au mois de juillet 2015, Galán s'engage en faveur du Córdoba CF. Néanmoins, il joue dans un premier temps pour l'équipe réserve. Il joue son premier match pour Córdoba en octobre 2016 lors d'une victoire 2-1 contre Cádiz CF en Coupe du Roi. En décembre, Galán découvre la Segunda División face à Reus. Le 17 décembre, il marque contre le Real Oviedo en championnat et contribue à une victoire 2-1.
Durant la saison 2017-2018, il dispute quarante matchs de Segunda División, faisant de lui l'un des joueurs les plus réguliers du championnat.
Le 29 janvier 2019, Galán rejoint la SD Huesca, paraphant un contrat de trois ans. Trois jours plus tard, il dispute son premier match de Liga contre le Real Valladolid et délivre une passe décisive à Ezequiel Ávila, clôturant une victoire 4-0 à domicile. Rapidement installé titulaire, le défenseur dispute 16 rencontres de championnat mais voit Huesca être relégué, finissant 19e de Liga.
Malgré la descente, l'ambition de Huesca est de rapidement remonter et Galán demeure un joueur sur qui le club peut compter. Il joue 28 matches de Segunda tandis que Huesca est sacré champion, finissant à un point de son dauphin, le Cádiz CF.
Il signe à la Real Sociedad le 24 janvier 2024.

## Palmarès

### En club
Avec le SD Huesca, Javi Galán est champion de Segunda Division en 2020.